# Álvaro Monjardino
Álvaro Pereira da Silva Leal Monjardino (Angra do Heroísmo, 6 de outubro de 1930 — Angra do Heroísmo, 16 de agosto de 2024) foi um advogado e político, que, entre outras funções de relevo, foi deputado, membro da Junta Regional dos Açores, Ministro Adjunto do Primeiro-Ministro e presidente da Assembleia Legislativa dos Açores.

## Biografia
Completou o ensino secundário na sua cidade natal como aluno do Liceu Nacional de Angra do Heroísmo. Matriculou-se de seguida na Faculdade de Direito de Lisboa, onde concluiu o curso de Direito em 1953, habilitando-se de seguida na mesma Faculdade com o Curso Complementar de Ciências Jurídicas, que concluiu em 1954. Fixou-se então em Angra do Heroísmo, dedicando-se à advocacia, afirmando-se como um dos advogados mais conhecidos e com mais êxito dos Açores. Para além da advocacia, que exerceu até se retirar da vida ativa já depois dos 80 anos de idade, foi também um destacado administrador da empresa familiar «José Monjardino e Filhos», representante da Mobil Oil Portuguesa na ilha Terceira, a que estiveram associados vários outros ramos de negócio.
Iniciou a sua atividade política como vogal da Comissão de Planeamento dos Açores (então a 5.ª Região de Planeamento), dentro das linhas que haviam sido estabelecidas no decurso da Semana de Estudos organizada pelo Instituto Açoriano de Cultura, estrutura que o arranque da reunificação política e administrativa do arquipélago dos Açores e lançou as linhas básicas do conceito de desenvolvimento do arquipélago visto para além das estruturas distritais então existentes. Os trabalhos daquela comissão acabariam por constituir uam espécie de preparação para o nascimento dos Açores enquanto região autónoma. Naquela Comissão, dirigiu o grupo de trabalho para a análise e planeamento das infra-estruturas (1970-1974).
No período final do Estado Novo, foi proposto deputado nas listas da Ação Nacional Popular, pelo Distrito Autónomo de Angra do Heroísmo, integrando a Ala Liberal na  legislatura final da Assembleia Nacional do Estado Novo (1973-1974).
Após o 25 de abril de 1974 aderiu ao movimento autonomista, no qual foi um dos amis ativos participantes os seus primórdios. Foi nomeado vogal da Junta Regional dos Açores, formada em 1975 em substituição dos distritos açorianos, cabendo-lhe as funções de vogal para a Coordenação Económica e Finanças. Também integrou a comissão instaladora do Instituto Universitário dos Açores, embrião da atual Universidade dos Açores. No período anterior ao estabelecimento do regime autonómico, foi membro da comissão que elaborou o projecto de estatuto provisório para os Açores, documento que influenciou decisivamente o texto constitucional de 1976, no título referente às autonomias insulares.
Com a instalação dos órgãos de governo próprio da Região Autónoma dos Açores foi eleito deputado à Assembleia Regional dos Açores nas listas do Partido Popular Democrático (PPD/PSD), partido em que depois se filiou, pelo círculo eleitoral da ilha Graciosa (1976-1980 - I Legislatura) e depois peo círculo eleitoral da ilha Terceira (1980-1984 - II Legislatura). Logo no primeiro mandato foi eleito presidente da Assembleia Legislativa Regional dos Açores, presidindo à instalção daquele órgão em 1976. Ocupou o cargo de Ministro Adjunto do Primeiro-Ministro no IV Governo Constitucional, chefiado por Carlos Mota Pinto, entre 22 de novembro de 1978 a 1 de agosto de 1979. Regressado ao parlamento açoriano, foi novamente eleito presidente da Assembleia Legislativa, para a II Legislatura, cargo que exerceu até 1984.
Na Assembleia Legislativa dos Açores foi membro das comissões parlamentares de Assuntos Políticos e Administrativos, de Assuntos Económicos e Financeiros e de Assuntos Internacionais, às quais presidiu. Foi membro da Comissão Eventual para o Estudo das Instalações da Assembleia Legislativa Regional dos Açores e da Comissão Especial para a Revisão do Estatuto Político-Administrativo dos Açores.
Nos períodos em que presidiu à Assembleia Legislativa dos Açores, distinguiu-se no processo de valorização política e institucional daquele recém-criado órgão de governo próprio dos Açores, empenhando-se no sentido de garantir que o parlamento predominasse no panorama da política autonómica. Acompanhou o Presidente da República Portuguesa em várias viagens de Estado e representou o Chefe de Estado junto das comunidades portuguesas nos Estados Unidos nas celebrações do 10 de Junho de 1977.
Além da carreira de advogado e do seu percurso político, nas funções de membro e depois de presidente do Instituto Histórico da Ilha Terceira, que exerceu de 1984 a 1999, foi um dos principais obreiros do processo que levou à integração, em 1983, do Centro Histórico de Angra do Heroísmo na lista do Património da Humanidade da UNESCO e à criação da legislação regional que enquadrou o bem classificado. Foi diretor do diário católico A União, periódico da cidade de Angra do Heroísmo no qual mantinha assídua colaboração e manteve intensa colaboração em diversas instituições culturais. Afirmou-se personalidades destacada nos meio culturais açorianos da segunda metade do século XX, com estudos publicados nas áreas da ciência jurídica, da história e da política e inúmeras palestras. Ao longo de toda sua vida, manteve escritório de advogado em Angra do Heroísmo e fez parte da administração de diversas empresas. 
Em 2020, na celebração dos seus 90 anos de idade, o Instituto Açoriano de Cultura publicou a obra Álvaro Monjardino: O Homem, o Advogado, o Político, o Investigador. Nas comemorações dos 45 anos da Autonomia dos Açores, a  3 de setembro de 2021, o Presidente da República inaugurou, na Horta, a Biblioteca Álvaro Monjardino, numa homenagem ao primeiro presidente do órgão máximo da autonomia açoriana. Foi sócio da Academia Portuguesa da História, do Instituto Histórico da Ilha Terceira, a cuja mesa presidiu, do Instituto Açoriano de Cultura e do Instituto Histórico e Geográfico de Santa Catarina, no Brasil. Recusou condecoraçãoes. 

## Obras publicadas
Para além de múltiplas publicações na imprensa periódica, entre outras, é autor da seguintes obras:
- (1968), Actual situação da educação nos Açores. Atlântida, XII: 176-193, 255-272.
- (1973), A 5.ª região. Angra do Heroísmo, Tip. do Diário Insular.
- (1977), Guernsey. Dados e reflexões sobre um sistema de autogoverno insular. Angra do Heroísmo, União Gráfica Angrense.
- (1980), Os Açores no mundo de hoje. New Bedford, Portuguese Time Inc.
- (1980), Cinco momentos. Discursos políticos. Horta, Assembleia Regional dos Açores.
- (1980), Reconstrução da cidade de Angra do Heroísmo e sua expansão. Boletim do Instituto Histórico da Ilha Terceira, XXXVIII: 133-163.
- (1981), O fenómeno português: uma abordagem à História de Portugal e a experiência dos Açores. Boletim do Instituto Histórico da Ilha Terceira, XXXIX: 247-268.
- (1982), Os Açores e Filipe II (1581-1583). Atlântida, XXVII (2): 3-40.
- (1983), Os Açores e o Atlântico: uma perspectiva para a política externa portuguesa. Nação e Defesa, Lisboa, Instituto de Defesa Nacional, 27, Julho a Setembro: 24.
- (1983), Três estudos de direito regional. Atlântida, XXVIII (4): 81-111.
- (1983), Participação externa. Atlântida, XXVIII (1): 95-105.
- (1985), Os Açores e as forças armadas. Boletim do Instituto Histórico da Ilha Terceira, XLIII, 2: 15-31.
- (1987), A participação das Regiões Autónomas na feitura das leis. Atlântida, Ciências Sociais, I: 55-79.
- (1987), As autonomias regionais em 10 anos de jurisprudência (1976-1986). Horta, Assembleia Legislativa Regional Açoriana, 2 tomos.
- (1988), Sobre os limites da autonomia. Atlântida, Ciências Sociais, 2: 7-59.
- (1988), Os Açores nas relações externas de Portugal. Boletim do Instituto Histórico da Ilha Terceira, XLVI: 187-482.
- (1989), Autonomia insular na revisão constitucional. Atlântida, XXXIV (2): 131-162.
- (1990), Raízes da autonomia constitucional. Actas do II Colóquio Internacional da História da Madeira. Funchal, Comissão Nacional para as Comemorações dos Descobrimentos Portugueses: 885-909.
- (1993), Sobre o imaginário açoriano das Américas. Actas do III Colóquio Internacional de História da Madeira. Funchal, Centro de Estudos de História do Atlântico: 105-119.

## Funções governamentais exercidas
- Junta Regional dos Açores
  - Vogal da Junta Regional (1975-1976)
- IV Governo Constitucional
  - Ministro Adjunto do Primeiro-Ministro (1978-1979)